# Eng (televisieserie)
Eng is een Nederlandse televisieserie van de VPRO die in 2016 uitgezonden werd tijdens het NPO Zappblok op NPO 3. De jeugdserie ging op 11 september 2016 van start en bestond uit een totaal van negen afleveringen die geproduceerd werden door het productiebedrijf Pupkin Film.

## Verhaal
In iedere aflevering stond een zelfstandig spannend avontuur of een griezelverhaal centraal waarin dappere kinderen hun angsten alleen of samen met hun vrienden probeerden te overwinnen. Doordat de afleveringen iedere keer een nieuw verhaal vertelden, waren de personages niet in meerdere afleveringen te zien en stonden er elke aflevering andere acteurs centraal.

## Achtergrond
De jeugdserie was van omroep VPRO en ging op zondag 11 september 2016 van start tijdens het NPO Zappblok op NPO 3. De serie werd geproduceerd door Iris Otten van productiebedrijf Pupkin Film; ze werd bijgestaan door uitvoerend producent Ada Goossens. Otten was tevens de hoofdschrijfster van de serie en werd iedere aflevering bijgestaan door verschillende schrijvers, onder wie Don Duyns, Tijs van Marle en Jolein Laarman.
De regie van iedere aflevering lag in handen van andere regisseurs; enkele regisseurs die aan de serie meewerkte waren David Lammers, Ena Sendijarević en Willem Bosch.

## Afleveringen
| Afl. | Titel | Uitzenddatum      | Regie                 | Scenario                                   |
| ---- | --- | ----------------- | --------------------- | ------------------------------------------ |
| 1    | Frullgrom | 11 september 2016 | Alicia Breton Ferrer  | Jeroen Margry en Iris Otten                |
| 1    | Mats en Ruben zijn twee broers die altijd ruzie met elkaar hebben. Als de twee noodgedwongen bij hun vreemde oudtante moeten logeren en er vreemde dingen gebeuren besluiten ze samen op onderzoek te gaan.                                                                              |                   |                       |                                            |
| 1    | Rollen: Bram de Boer als Ruben, Sebastiaan de Boer als Mats, Reinhilde Decleir als tante Agneta |                   |                       |                                            |
| 2    | De operatie | 18 september 2016 | Aniëlle Webster       | Don Duyns en Iris Otten                    |
| 2    | Lena ligt in het ziekenhuis omdat ze geopereerd moet worden aan haar maag. Tijdens de narcose komt ze echter in een andere wereld terecht, waarin ze moet proberen te ontsnappen uit een enge samenzwering.                                                                              |                   |                       |                                            |
| 2    | Rollen: Josephine Arendsen als Lena, Caroline Witkamp als Sophie, Saddetin Kirmiziyuz als Dr. Amid, Wart Kamps als cliniclown, Chrisje Comvalius als dagzuster, Jay Pothof als Partiek                                                                                                   |                   |                       |                                            |
| 3    | Partijtje | 25 september 2016 | David Lammers         | Jaap-Peter Enderle en Iris Otten           |
| 3    | Als Tobi een man in een rolstoel helpt, gaat hij nietsvermoedend zijn vakantiehuisje in. Op het moment dat Tobi in de gaten heeft dat er iets niet klopt, zit de voordeur al op slot en is de man uit de rolstoel weg. Tobi moet vervolgens proberen te ontsnappen uit het vakantiepark. |                   |                       |                                            |
| 3    | Rollen: Florian Regtien als Tobi, Andrew Vandaele als beveiliger |                   |                       |                                            |
| 4    | Space Girls | 2 oktober 2016    | Ena Sendijarević      | Ena Sendijarević en Jacqueline Epskamp     |
| 4    | Yasmine en haar vriendinnen vinden in een oud leegstaand huis een dagboek van een meisje dat daar woonde. Yasmine voelt dat er meer met het dagboek aan de hand is, maar haar vriendinnen geloven haar niet.                                                                             |                   |                       |                                            |
| 4    | Rollen: Derya Deniz als Yasmine, Hanna van Straaten als Nora |                   |                       |                                            |
| 5    | Liegbeest | 9 oktober 2016    | Willem Bosch          | Tijs van Marle, Willem Bosch en Iris Otten |
| 5    | Tobias die is er niet vies van om soms te liegen. Maar wanneer hij samen met zijn vrienden Rik en Lot een streek uithaalt bij een mysterieuze zwerfster, lijken al zijn onschuldige leugens ineens uit te komen.                                                                         |                   |                       |                                            |
| 5    | Rollen: Raphael de Jong als Tobias, Donovan Gyurákovics als Rik, Sophie Bouquet als Lot |                   |                       |                                            |
| 6    | Mister Coconut | 16 oktober 2016   | Margien Rogaar        | Anne Barnhoorn en Iris Otten               |
| 6    | Vriendinnen Floor en Elza helpen een voorbijganger uit een benarde situatie, deze man vat hun dankbaarheid echter verkeerd op en gaat de meisjes achtervolgen. Dit zorgt voor een bedreigende tramrit.                                                                                   |                   |                       |                                            |
| 6    | Rollen: Mara Marsman als Floor, Noa Arman als Elza, Gijs Naber als Edwin, Edwin Bakker als Joey |                   |                       |                                            |
| 7    | Nr. 83 | 23 oktober 2016   | Michiel ten Horn      | Martijn Hillenius en Iris Otten            |
| 7    | Wanneer de hond van Tim van huis loopt, besluit Tim hem te gaan zoeken. Tijdens zijn zoektocht beland Tim in een Chinese restaurant; hier komt hij terecht in een onbekende griezelige wereld.                                                                                           |                   |                       |                                            |
| 7    | Rollen: Skip Wijsmuller als Tim, Jasper van den Ende als Pepijn, Jung Sun den Hollander als Chinese vrouw, Maurits van Brakel als achtstegroeper, Joost Koning als Nick |                   |                       |                                            |
| 8    | Het bos | 30 oktober 2016   | Thomas Korthals Altes | Lineke van den Boezem en Iris Otten        |
| 8    | Onderweg naar vakantie krijgt de moeder van Bob en Tess autopech. Terwijl hun moeder hulp gaat zoeken, besluiten Bob en Tess samen met hun neefje Errol een avontuurlijke wandeling in het bos te gaan doen.                                                                             |                   |                       |                                            |
| 8    | Rollen: Amine Amajoud als Errol, Golda de Leon als Tess, Rover van Gennep als Bob |                   |                       |                                            |
| 9    | Younes bokst | 6 november 2016   | Simone van Dusseldorp | Jolein Laarman en Iris Otten               |
| 9    | Younes zit sinds kort op kickboksen, hier wordt hij niet geaccepteerd en wordt hij zelfs gepest. Als de situatie verergert, beseft Younes dat hij moet ingrijpen en durft hij zijn kracht en talent voor kickboksen te gebruiken.                                                        |                   |                       |                                            |
| 9    | Rollen: Kubilay Sengul als Younes, Lucia Rijker als trainer, Ryan Knijpinga als Falco, Ali Abdelhina als Abdel, Rayan Kajdouh als Celik |                   |                       |                                            |